# Dominique Malonga
Dominique Sossorobla Malonga (ur. 8 stycznia 1989 w Châtenay-Malabry) – kongijski piłkarz grający na pozycji napastnika, zawodnik Łokomotiw Płowdiw. W latach 2014–2016 reprezentant Konga.

## Kariera klubowa
Swoją karierę piłkarską Malonga rozpoczął w klubie Montrouge FC 92. W latach 2002–2004 trenował w Tours FC, a w 2004 roku podjął treningi w AS Monaco. W sezonie 2006/2007 grał w rezerwach tego klubu. W 2007 roku przeszedł do Torino FC. W klubie zadebiutował 23 września 2007 na stadionie Stadio Olimpico di Torino (Turyn, Włochy) w zremisowanym 1:1 domowym meczu Serie A z AC Siena. W sezonie 2008/2009 został wypożyczony do grającej w Serie C1 Foggi.
W 2009 roku Malonga został zawodnikiem Ceseny, kwota odstępnego 1,25 mln euro. Swój debiut w Cesenie zaliczył 6 lutego 2010 na stadionie Stadio Piercesare Tombolato (Cittadella) w zremisowanym 1:1 wyjazdowym meczu z AS Cittadella. W sezonie 2009/2010 wywalczył z Ceseną wicemistrzostwo Serie B i awansował z nią do Serie A. W sezonie 2011/2012 spadł z Ceseną do Serie B.
W 2012 roku Malonga został wypożyczony do Vicenzy Calcio. Zadebiutował w niej 1 września 2012 na stadionie Stadio Romeo Menti (Vicenza) w zwycięskim 3:1 domowym meczu z Ceseną. W debiucie zdobył dwa gole. w Vicenzy grał przez rok.
W 2013 roku Malonga trafił na wypożyczenie do Realu Murcia. Swój debiut w Realu zanotował 21 września 2013 na stadionie Estadio de Ipurua (Eibar, Hiszpania) w zremisowanym 0:0 wyjazdowym meczu z SD Eibar. W Murcii grał przez rok.
W 2014 roku Malonga został zawodnikiem szkockiego Hibernianu, grającego w Scottish Championship. W Hibernianie zadebiutował 13 września 2014 na stadionie Easter Road Stadium (Edynburg, Szkocja) w zwycięskim 3:2 domowym spotkaniu z Cowdenbeath, w którym strzelił gola. W sezonie 2014/2015 wywalczył wicemistrzostwo Championship. Następnie był zawodnikiem klubów: FC Pro Vercelli 1892, Elche CF, Servette FC, Chania FC i Cavalry FC. 6 marca 2020 podpisał kontrakt z bułgarskim klubem Łokomotiw Płowdiw z Pyrwa profesionałna futbołna liga.
| Sezon   | Klub           | Kraj      | Rozgrywki        | Mecze | Gole |
| ------- | -------------- | --------- | ---------------- | ----- | ---- |
| 2006/07 | AS Monaco B    | Francja   | CFA              | 16    | 8    |
| 2007/08 | Torino FC      | Włochy    | Serie A          | 9     | 1    |
| 2008/09 | US Foggia      | Włochy    | Serie C          | 10    | 1    |
| 2009/10 | AC Cesena      | Włochy    | Serie B          | 22    | 8    |
| 2010/11 | AC Cesena      | Włochy    | Serie A          | 22    | 2    |
| 2011/12 | AC Cesena      | Włochy    | Serie A          | 13    | 0    |
| 2012/13 | Vicenza Calcio | Włochy    | Serie B          | 38    | 10   |
| 2013/14 | Real Murcia    | Hiszpania | Segunda División | 27    | 5    |
| 2014/15 | Hibernian      | Szkocja   | Championship     | 28    | 1    |
| 2015/16 | Hibernian      | Szkocja   | Championship     | 19    | 4    |
| 2016/17 | Elche CF       | Hiszpania | Segunda División | 9     | 1    |

## Kariera reprezentacyjna
W reprezentacji Konga Malonga zadebiutował 19 listopada 2014 na stadionie Stade de Khartoum (Chartum, Sudan) w wygranym 1:0 meczu kwalifikacji do Pucharu Narodów Afryki 2015 z Sudanem. W 2015 roku został powołany do kadry na Puchar Narodów Afryki 2015. Rozegrał na nim dwa mecze: z Gwineą Równikową (1:1) i ćwierćfinał z Demokratyczną Republiką Konga (2:4).